# Совет управляющих Федеральной резервной системы
Совет управляющих Федера́льной резе́рвной систе́мы (англ. The Board of Governors of the Federal Reserve System) — руководящий орган Федеральной резервной системы, состоящий из 7 человек, которых назначает президент США, и затем утверждает Сенат на 14 лет без права продления полномочий, при этом каждые два года один из членов Совета заменяется. Это делается для того, чтобы дать возможность Совету действовать последовательно, иметь компетентных членов, сохранять независимость, или автономию. Назначение, а не избрание, состава Совета на длительный срок имеет целью отделить кредитно-денежную политику государства от политики конкретных партий.
Совет управляющих ФРС обязан осуществлять надзор и контроль за деятельностью денежной и банковской систем. Именно Совет формулирует основные правила политики, которым следует банковская система.
Совет управляющих обладает тремя инструментами денежного контроля, посредством которых он может влиять на резервы коммерческого банка:
1. Операции на открытом рынке
2. Изменение нормы резервирования
3. Изменение учётной ставки